# الكلية التقنية في الولايات المتحدة
للكلية التقنية، الكائنة في الولايات المتحدة، عبارة عن كلية مدتها عامان تغطي عدة مجالات مثل الأعمال التجارية والتمويل و حسن الضيافة والسياحة والبناء والهندسة والفنون البصرية وتكنولوجيا المعلومات والعمل المجتمعي.

## الجمعيات التي تدعم الكليات التقنية
تعتبر جمعية التعليم المهني والتقني أكبر جمعية تعليمية أمريكية مكرسة لتعزيز التعليم المهني والتقني.

## جيش الولايات المتحدة
يُستخدَم مصطلح الكلية التقنية أيضًا في القوات المسلحة للولايات المتحدة للتدريب المحدد للوظيفة الذي يُقدَم فورا بعد تدريب المجند. و على الرغم من أن التدريب مشابه للتدريب الذي تقدمه كلية مدتها عامان، إلا أن التدريب أكثر إيجازًا، حيث تبتعد عن أي دورات دراسية خارج الحد الأدنى اللازم لبدء العمل في المجال الوظيفي المُختار ؛ و بالإضافة إلى ذلك، يكون التدريب مكثفًا، والتي عادتًا ما تشتمل على أكثر من تسع ساعات في الحصة يوميًا. و على الرغم من أن بعض المدارس لا تزيد مدتها عن أسبوعين أو عامين، الا ان الكلية التقنية العسكرية تمتد فترتها من شهر إلى ثلاثة أشهر.
عند التخرج، يُؤهَل مجندي الكليات التقنية العسكرية كتلاميذ مبتدئين فقط ويجب أن يعملوا تحت رقابة حتى يكملوا برنامج تدريب أكثر شمولاً أثناء العمل.حيث يمكن تحويل التدريب العسكري في كثير من الأحيان إلى سجلات جامعية نموذجية، تاركًا المجند المتخرج مع عدد قليل فقط من دورات متطلبات التعليم العام (مثل الكلام أو الإنشاء) وذلك من أجل الحصول على دبلومة المدرسة التقنية التقليدية لمدة عامين المشار إليها أعلاه.

## روابط خارجية
- Career College Association website
- Association of Career and Technical Education (ACTE)
- Career College Industry Site
- Beach، Chandler B.، المحرر (1914). "Technical Schools" . The New Student's Reference Work . Chicago: F. E. Compton and Co. {{استشهاد بموسوعة}}: يحتوي الاستشهاد على وسيط غير معروف وفارغs: |HIDE_PARAMETER10=، |HIDE_PARAMETER13=، |HIDE_PARAMETER2=، |HIDE_PARAMETER8=، |HIDE_PARAMETER9=، |HIDE_PARAMETER11=، |HIDE_PARAMETER1=، |HIDE_PARAMETER3=، و|HIDE_PARAMETER12= (مساعدة)